# Germania FV
El Germania Fußball-Verein fue un antiguo equipo de fútbol mexicano que jugó en la Liga Mexicana de Football Amateur Association y en el Campeonato de Primera Fuerza, del cual fue miembro fundador en 1922. Tuvo como sede de sus partidos la Ciudad de México.

## Historia
El equipo fue fundado en 1915 en la colonia alemana de la Ciudad de México, entre sus fundadores se encuentran Edvard Giffenig, Germán Stuht, Richard Obert y los hermanos Walter y Carl Mues.
En el campeonato 1915-16 ganó el título de nuevo el España y no compitieron ni L'Amicale Francaise ni el Reforma Athletic Club por diversas causas, tal vez la principal por el conflicto bélico que azotaba Europa y porque la liga aceptó ese año al "Germania Fußball-Verein", alegando que México era neutral y todos tenían cabida.

### Cisma de 1920
En la temporada 1920-21, una ruptura de la Liga Mexicana de Foot-Ball, determinó que se llevaran a cabo dos torneos, el de la Liga Mexicana y el de la Liga Nacional. El Germania jugó en la Liga Mexicana junto con el Club de Fútbol Asturias, Club de Fútbol México, Morelos y Deportivo Internacional, mientras que en la Liga Nacional considerada separatista jugaron el Aurrerá, América, España, L´Amicale Francaise, Reforma y el Luz y Fuerza.
Al final de esta temporada el Germania saldría como campeón siendo este su primer y único título de liga, aunque no se le reconoció como oficial por los problemas del cisma.

### Temporada 1922-23
El Germania registró a un excelente delantero suizo llamado Kurt Friederich quien había jugado en el FC Zürich, y con sus goles ayudó a que los Fúnebres tuvieran excelente desempeño, luchando punto por punto contra el Asturias hasta el final de la Liga.
Llegó el 6 de mayo de 1923, con el Germania un punto por delante del Asturias y los dos equipos frente a frente. Los dos equipos empataban 1-1 con goles de Enrique Rodríguez por los blanquiazules y De la Cueva por los fúnebres. Pero en una jugada muy confusa Octavio Rimada metió el balón en la red germánica. El vapuleado portero Pérez Meléndez insultó al árbitro alegando un foul más en su contra y fue expulsado, el Germania abandonó el campo y el Asturias ganó. Sí, de nuevo por default se proclamó al campeón del fútbol mexicano.
Como único consuelo, al jugador Kurt Friederich del Germania le tocó el título de goleo individual, anotando 12 goles en 13 partidos en que participó.

### La peor derrota
El 19 de diciembre de 1926 el equipo del Germania recibió una goleada de 10-0 contra el América. No fue sino hasta 20 años más tarde, ya en la época profesional, cuando un equipo anotó en la liga diez goles en un solo juego.

### Cisma de 1930
Comenzó el 16 de diciembre de 1930, cuando los clubes España, América y Necaxa decidieron separarse de la Federación Mexicana de Fútbol por el descubrimiento de un plan fraguado por el Asturias, el Germania, el Marte y el México para construir un gran parque, propiedad de la federación, en donde se jugaría el torneo oficial, lo cual dejaría al España y al Necaxa sin los ingresos que percibirían por la renta de sus campos.
Los cismáticos formaron la Federación Central y buscaron el reconocimiento oficial de la FIFA, que sin embargo siguió dando su aval a la Federación Mexicana.

#### Liga Mexicana del Campo Alianza
Con el rechazo de la afición, siguen adelante dos ligas, se jugaban partidos con escasa asistencia, había reuniones de advenimiento, pero no se lograba nada, por lo que la Federación Mexicana de Football anunció que jugarían el campeonato oficial a partir del 3 de mayo con la participación de 8 equipos: Asturias, Atlante, Atlas, Aurrerá, Germania, Marte, México y Sporting, utilizando el Parque Alianza.
Pero la gente no asistía y la penuria económica era notoria, por lo que el 31 de mayo se anunció que como no había liga y no se arreglaba nada se daba fin al torneo. La tabla final de este torneo, truncado en mayo, ubicó al Germania en 8.ª posición tan solo con 2 juegos jugados.
Fue entonces que por estas fechas el Germania prefiere irse a jugar a Guadalajara dos partidos amistosos, empatando 1-1 y ganando 2-1 a la Selección Jalisco.
Cuando se cansaron de perder dinero, ambos grupos llegaron a un acuerdo y crearon en julio de 1931 la Federación Mexicana del Centro de Fútbol Asociación, dentro de la cual quedó la Liga Mayor del Distrito Federal, que agrupaba a todos los clubes de primera fuerza y ejercía, de hecho, el control sobre el destino del fútbol capitalino.

### El Germania pasa a la Liga B
Ya que la Liga Mayor era el organismo rector del fútbol de primera fuerza, decidieron experimentar en la temporada 1932-33 con un campeonato de dos Ligas a la vez, que compartirían los partidos dominicales, siendo el preliminar a cargo de un Grupo llamado B y los equipos más fuertes y tradicionales, competirían en el Grupo A, siendo éste quizás el primer intento de tener una Segunda División en México.
Así en la Liga B quedó conformada por el Club México, Marte, Leonés, Germania y Sporting.

### Primera Copa México
La primera Copa México se jugó del 18 de junio al 23 de julio de 1933, y el Germania vio participación en ella. El mismo 18 de junio jugó contra el Atlante, y en tiempos extras lograría sacar la victoria de 6-4, con goles de "Alegrías" Mendoza y Pedro "Chileno" Barra.
El 9 de julio enfrentó al Leonés, logrando sacar un triunfo de 3-2, y así lograr el pase a semifinales donde enfrentó al América logrando derrotarlo por marcador de 3-2 con goles de Pedro Barra.
La final se jugó entre Germania y Necaxa el 23 de julio, y el cuadro germano se plantó bien organizado, pero los Electricistas ganaron gracias a dos goles de Ignacio "Calavera" Ávila, siendo el marcador final 3-1.

### Desaparición
Después del campeonato de 1932-33, el Leonés quien quedara por arriba del Germania en el Grupo B, disputó ante el Asturias un par de juegos por conocer que equipo descendería. Los encuentros se disputaron el 6 y 13 de agosto de 1933, resultando ganador el Asturias por marcadores de 6-2 y 9-3.
Debido a la derrota, el Leones anunció que prefería regresar a las ligas menores, y la Liga Mayor decidió aceptar de nueva cuenta al Club de Fútbol México para completar 6 equipos que participarían el siguiente torneo. Por lo que desapareció el Grupo B de la Liga Amateur de la Ciudad de México, y con ello sus equipos.
Leonés regresó a las ligas menores, Sporting regresó a tener participación estatal en Veracruz únicamente, Marte regresaría más tarde al fútbol, mientras que el Germania diría adiós para siempre al fútbol, dejando una contribución importante para el fútbol mexicano.
Los motivos de la desaparición del equipo fueron ciertas maniobras de la Federación para que no continuara, además de que sus viejos directivos y fundadores como Edvard Giffenig, Germán Stuht, Richard Obert, los hermanos Walter y Carl Mues, y otros más decidieron retirarlo de la competencia, prefiriendo que se les recordara como el campeón de liga 1920-21 no reconocido oficialmente por los problemas del cisma.
Sus jugadores como Pepe Ruiz, Luis "Pichojos" Pérez, Fernando Marcos, Donato López Alonso, Guillermo Merck, Cattori y otros más, se enrolaron en otros equipos; pero pese a su desaparición el equipo Germania siempre será recordado por lo serios y caballerosos que fueron sus directivos y jugadores.

## Entrenadores
- Richard Obert: Primer entrenador oficial de Germania registrado ante la Federación en 1922
- Juan Luqué de Serrallonga: Dirigió en 1930 y fue contratado como entrenador de México en el mundial de Uruguay.

## Palmarés
| Competición nacional                         | Títulos | Subcampeonatos |
| -------------------------------------------- | ------- | -------------- |
| Campeonato de Primera Fuerza de la FMF (0/1) |         | 1922-23        |
| Copa México (0/1)                            |         | 1932-33        |
| Liga Mexicana (0/1)                          |         | 1919-20        |
| Copa Tower (0/1)                             |         | 1921-22        |
| Copa Eliminatoria (0/1)                      |         | 1922-23        |